# Bernard Fitzalan-Howard, 3. baron Howard af Glossop
Bernard Fitzalan-Howard, 3. baron Howard af Glossop MBE (10. maj 1885 – 24. august 1972) var den ældste søn af Francis Edward Fitzalan-Howard, 2. baron Howard af Glossop (1859–1924), sønnesøn af Edward Fitzalan-Howard, 1. baron Howard af Glossop (1818–1883) og oldesøn af Henry Howard, 13. hertug af Norfolk (1791–1856).

## Familie
Bernard Fitzalan-Howard blev gift med Mona Fitzalan-Howard, 11. baronesse Beaumont (født Mona Josephine Tempest Stapleton) (1894 – 1971).
De fik otte børn, og de blev forældre til Miles Fitzalan-Howard, 17. hertug af Norfolk, 4. baron Howard af Glossop (1915–2002) og bedsteforældre til Edward Fitzalan-Howard, 18. hertug af Norfolk, 5. baron Howard af Glossop (født 1953, hertug fra 2002).